# Leopard (Schiff, 1790)
Die Leopard, auch HMS Leopard, war ein 50-Kanonen-Linienschiff vierten Ranges der Portland-Klasse der britischen Royal Navy und das sechste Schiff dieses Namens. Sie kam in den Revolutions- und Koalitionskriegen sowie dem Krieg von 1812 zum Einsatz, bevor sie 1814 auf Grund lief und verloren ging.

## Fertigung und Indienststellung
Der erste Befehl zur Fertigung erging bereits am 16. Oktober 1775, knapp einen Monat später am 13. November erhielt sie ihren Namen und die Fertigung begann schließlich im Januar 1776 in der Werft von Portsmouth. Fertiggestellt wurde dieses erste Schiff jedoch nicht.
Der Befehl zur Fertigstellung erging am 7. Mai 1785 erneut, dieses Mal in der Werft von Sheerness. Bis zum Dezember desselben Jahres wurden die Arbeiten von Martin Ware geleitet; John Nelson setzte sie bis zum März 1786 fort, William Rule vollendete sie. Der Stapellauf erfolgte am 24. April 1790, gut einen Monat später, am 26. Mai, war die Leopard fertiggestellt und wurde schließlich im Juni unter dem Kommando von Captain John Blankett in Dienst gestellt.

## Dienstzeit
Die China-Flotte der Ostindienfahrer lief am 21. März 1791 in Macao aus. Bis nach Java Head bildeten die Leopard und die HMS Thames die Eskorte.

### Französische Revolutionskriege
Am 24. Oktober 1798 gelang es der Mannschaft der Leopard den französischen Freibeuter Apollon aufzubringen, welche unter dem Kommando von Kapitän La Vaillant stand. Knapp zwei Jahre später, am 22. August wurde die Clarice gekapert.
Vom März 1801 bis September desselben Jahres war die Leopard Teil der Ägyptenkampagne der britischen Marine. Dies brachte ihrer Mannschaft die „Ägyptenklammer“ ein, die nach Beschluss der Admiralität aus dem Jahre 1847 alle noch lebenden Mitglieder der damaligen Besatzung tragen durften.

### Napoleonische Kriege
Am 30. März 1806 stach die Leopard mit den Ostindienfahrern Asia, Lady Burges, Lord Melville, Lord Nelson und Sovereign in See. In der Nacht des 20. April lief die Lady Burgess bei Boa Vista (Kap Verde) auf ein Riff auf und sank, wobei zwischen 34 und 38 von 184 Personen den Tod fanden. Die Leopard kehrte bei einem Breitengrad von 9°N wieder nach Spithead zurück, wo sie am 8. Juni ankam.

### DieChesapeake-Leopard-Affäre
Zu Beginn des Jahres 1807 kam es zu einem Zwischenfall in der Chesapeake Bay, als einige britische Seeleute, teilweise amerikanischer Abstammung, ihre Schiffe, die französische Schiffe belagerten, verließen und sich der Besatzung der US-amerikanischen Chesapeake anschlossen. Der Kommandant der Leopard, Captain Salusbury Pryce Humphreys, forderte daraufhin von der amerikanischen Fregatte unter dem Kommando von Commodore James Barron die Erlaubnis, jenes Schiff zu durchsuchen, um die Deserteure festzusetzen und zu bestrafen. Als Barron dies verweigerte, ließ Humphreys das Feuer eröffnen. Da die Amerikaner völlig überrascht wurden, ergab sich Barron, und ein britisches Enterkommando begann mit der Durchsuchung der Fregatte, wobei vier Deserteure aufgegriffen wurden - davon waren drei Amerikaner, der vierte, Jenkin Ratford, war Brite. Die Gefangenen wurden nach Halifax gebracht, wo Ratford verurteilt und gehängt wurde. Die Amerikaner wurden ursprünglich zu einer Strafe von 500 Peitschenhieben verurteilt, allerdings wurde die Vollstreckung ausgesetzt und man bot an, sie in die Vereinigten Staaten zurückzubringen.
Der Vorfall hatte einige politische Konsequenzen und resultierte beinahe in einem Krieg zwischen den Vereinigten Staaten und Großbritannien.

### Weiteres Schicksal
Im Jahre 1812 wurde die Leopard in einen Truppentransporter umgerüstet und büßte dabei ihre Bewaffnung ein. Als sie am 28. Juni mit 475 schottischen Soldaten an Bord auf dem Weg von Großbritannien nach Québec war, lief sie in dichtem Nebel bei Anticosti auf Grund auf. Das 24 Jahre alte Schiff ging ohne menschliche Verluste verloren.

## DieLeopardin der Literatur
Im Roman Sturm in der Antarktis von Patrick O’Brian, dem fünften Band seiner Aubrey-Maturin-Reihe, kommandiert Jack Aubrey die Leopard während eines Einsatzes in den atlantischen und indischen Ozeanen. Dieser Einsatz ist zeitlich nach der Chesapeake-Leopard-Affäre angesiedelt und beinhaltet das Aufbringen des fiktiven niederländischen Linienschiffs Waakzaamheid sowie eine Kollision mit einem Eisberg im Südlichen Ozean. Im sechsten Band der Reihe, Kanonen auf hoher See, wird das Schiff in Ostindien im Hafen belassen, da es nicht in der Lage ist, seine Bewaffnung zu tragen. Bereits im vierten Band und den folgenden wird sie die „scheußliche alte Leopard“ genannt. Ihre letzten Tage verbringt sie als Frachtschiff, welches zwischen dem Kanal und der Ostsee verkehrt.